# EIF2S1
EIF2S1 (англ. Eukaryotic translation initiation factor 2 subunit alpha) – білок, який кодується однойменним геном, розташованим у людей на короткому плечі 14-ї хромосоми.  Довжина поліпептидного ланцюга білка становить 315 амінокислот, а молекулярна маса — 36 112.
| 10         |  | 20         |  | 30         |  | 40         |  | 50         |
| ---------- |  | ---------- |  | ---------- |  | ---------- |  | ---------- |
| MPGLSCRFYQ |  | HKFPEVEDVV |  | MVNVRSIAEM |  | GAYVSLLEYN |  | NIEGMILLSE |
| LSRRRIRSIN |  | KLIRIGRNEC |  | VVVIRVDKEK |  | GYIDLSKRRV |  | SPEEAIKCED |
| KFTKSKTVYS |  | ILRHVAEVLE |  | YTKDEQLESL |  | FQRTAWVFDD |  | KYKRPGYGAY |
| DAFKHAVSDP |  | SILDSLDLNE |  | DEREVLINNI |  | NRRLTPQAVK |  | IRADIEVACY |
| GYEGIDAVKE |  | ALRAGLNCST |  | ENMPIKINLI |  | APPRYVMTTT |  | TLERTEGLSV |
| LSQAMAVIKE |  | KIEEKRGVFN |  | VQMEPKVVTD |  | TDETELARQM |  | ERLERENAEV |
| DGDDDAEEME |  | AKAED      |  |            |  |            |  |            |

A: Аланін

C: Цистеїн

D: Аспарагінова кислота

E: Глутамінова кислота

F: Фенілаланін

G: Гліцин

H: Гістидин

I: Ізолейцин

K: Лізин

L: Лейцин

M: Метіонін

N: Аспарагін

P: Пролін

Q: Глутамін

R: Аргінін

S: Серин

T: Треонін

V: Валін

W: Триптофан

Кодований геном білок за функцією належить до факторів ініціації. 
Задіяний у таких біологічних процесах як регуляція трансляції, біосинтез білка. 
Білок має сайт для зв'язування з РНК. 